# Eslam El-Gendy
Eslam El-Gendy (ur. 3 marca 1990) – egipski bokser.
Reprezentował Egipt na Letnich Igrzyskach Olimpijskich w 2012 roku, zajmując 17. miejsce.